# Mons-en-Pévèle
Mons-en-Pévèle là một xã ở trong tỉnh Nord ở miền bắc nước Pháp. Xã này có diện tích 12,37 kilômét vuông, dân số năm 1999 là 2054 người. Xã nằm ở khu vực có độ cao trung bình 107 mét trên mực nước biển.